# Angerville-Bailleul
Angerville-Bailleul és un municipi francès situat al departament del Sena Marítim i a la regió de Normandia. L'any 2007 tenia 191 habitants.

## Demografia

### Població
El 2007 la població de fet d'Angerville-Bailleul era de 191 persones. Hi havia 66 famílies de les quals 8 eren unipersonals (4 homes vivint sols i 4 dones vivint soles), 18 parelles sense fills, 33 parelles amb fills i 7 famílies monoparentals amb fills.
La població ha evolucionat segons el següent gràfic:
Habitants censats

### Habitatges
El 2007 hi havia 81 habitatges, 69 eren l'habitatge principal de la família, 9 eren segones residències i 3 estaven desocupats. 80 eren cases i 1 era un apartament. Dels 69 habitatges principals, 55 estaven ocupats pels seus propietaris, 9 estaven llogats i ocupats pels llogaters i 5 estaven cedits a títol gratuït; 2 tenien dues cambres, 10 en tenien tres, 16 en tenien quatre i 41 en tenien cinc o més. 50 habitatges disposaven pel capbaix d'una plaça de pàrquing. A 26 habitatges hi havia un automòbil i a 37 n'hi havia dos o més.

### Piràmide de població
La piràmide de població per edats i sexe el 2009 era:
| Homes | Edats   | Dones |
| ----- | ------- | ----- |
| 0     | 95 o +  | 0     |
| 0     | 90 a 94 | 4     |
| 0     | 85 a 89 | 0     |
| 0     | 80 a 84 | 0     |
| 4     | 75 a 79 | 4     |
| 0     | 70 a 74 | 4     |
| 4     | 65 a 69 | 0     |
| 4     | 60 a 64 | 8     |
| 4     | 55 a 59 | 0     |
| 16    | 50 a 54 | 8     |
| 12    | 45 a 49 | 12    |
| 0     | 40 a 44 | 8     |
| 12    | 35 a 39 | 8     |
| 4     | 30 a 34 | 8     |
| 0     | 25 a 29 | 4     |
| 8     | 20 a 24 | 16    |
| 20    | 15 a 19 | 12    |
| 12    | 10 a 14 | 16    |
| 12    | 5 a 9   | 4     |
| 0     | 0 a 4   | 4     |

## Economia
El 2007 la població en edat de treballar era de 134 persones, 100 eren actives i 34 eren inactives. De les 100 persones actives 90 estaven ocupades (50 homes i 40 dones) i 11 estaven aturades (6 homes i 5 dones). De les 34 persones inactives 14 estaven jubilades, 12 estaven estudiant i 8 estaven classificades com a «altres inactius».

### Ingressos
El 2009 a Angerville-Bailleul hi havia 76 unitats fiscals que integraven 216 persones, la mediana anual d'ingressos fiscals per persona era de 20.551 €.

### Activitats econòmiques
Dels 6 establiments que hi havia el 2007, 1 era d'una empresa de construcció, 2 d'empreses de transport, 1 d'una empresa financera, 1 d'una empresa immobiliària i 1 d'una empresa de serveis.
L'únic servei als particulars que hi havia el 2009 era un guixaire pintor.
L'any 2000 a Angerville-Bailleul hi havia 6 explotacions agrícoles que ocupaven un total de 261 hectàrees.

## Equipaments sanitaris i escolars
El 2009 hi havia una escola elemental integrada dins d'un grup escolar amb les comunes properes formant una escola dispersa.

## Poblacions més properes
El següent diagrama mostra les poblacions més properes.